# Никольское (деревня, Рузский городской округ)

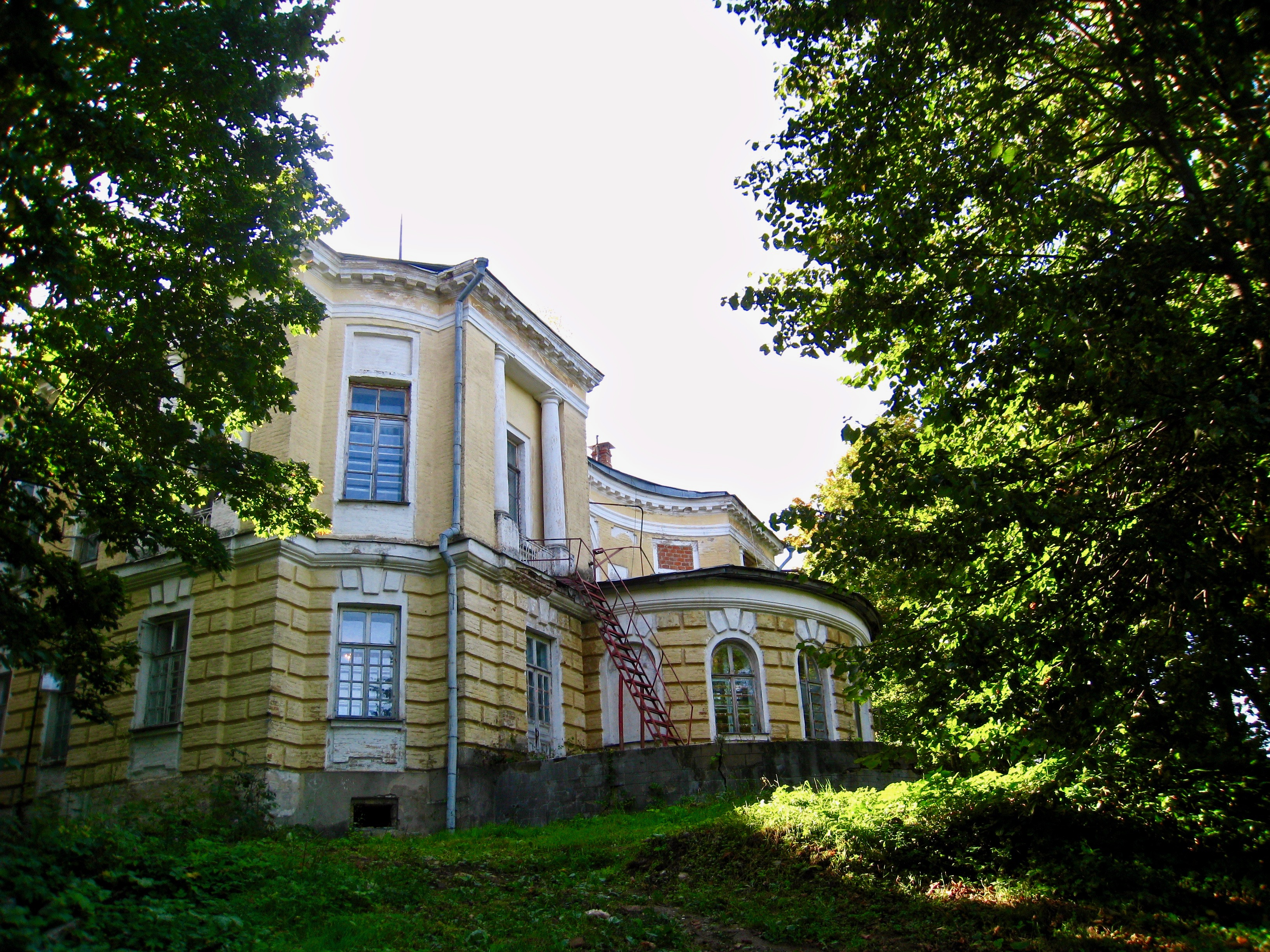
Усадьба «Никольское-Гагарино» (сейчас территория психиатрической больницы)

Никольское — село сельского поселения Волковское Рузского района Московской области.
Население — 613 чел. (2010). В селе числятся 8 улиц.
Село расположено на северо-востоке района, в 24 километрах северо-восточнее Рузы, на левом берегу реки Озерна, высота центра над уровнем моря 218 м.
Впервые в исторических документах деревня встречается в 1660 году как вотчина князя Бориса Ивановича Троекурова, с 1773 года владелец — князь Сергей Сергеевич Гагарин, устроивший усадьбу Никольское-Гагарино (сохранились каменный усадебный дом, флигели, конный двор и ворота) и церковь — всё по проекту архитектора Ивана Старова.
Действует средняя школа, сохранился храм Николая Чудотворца 1784 года постройки. До 2006 года Никольское было центром Никольского сельского округа. Через село проходит автодорога А108 Московское большое кольцо.
В селе находится филиал Психиатрической больницы №4.

## Население
| 2002 | 2006 | 2010 |
| ---- | ---- | ---- |
| 763  | ↗779 | ↘613 |